# Ігрункові
Ігрункові (Callitrichidae) — родина приматів, що належить до широконосих мавп Нового Світу. Родина налічує близько 40 видів у шести родах. Етимологія: дав.-гр. κάλλος — «краса», дав.-гр. θρίξ — «волосся». Відповідно до недавнього дослідження, ця група істот має зародкову лінію химеризм, бувши кровотворними химерами, що як нині відомо, не зустрічається в природі в будь-яких інших приматів, ніж ігрункових.

## Зовнішній вигляд
Ігрункові є нарівні з карликовими лемурами найменшими за розмірами приматами. Найменші досягають величини 13 см і ваги 100 г. Їх найпомітнішою зовнішньою ознакою є кігті, що є на всіх пальцях рук і ніг, за винятком великих пальців ніг. На цих пальцях у них, як у людей, є плоскі нігті. Учені сходяться на тому, що предки ігрункових мали плоскі нігті на всіх пальцях рук і ніг. Шерсть цих мавп дуже м'яка і може мати різні візерунки. У деяких видів є помітні пучки волосся в районі мордочки, а також закручений хвіст. Хвіст як правило довший за тіло, проте на відміну від багатьох інших видів широконосих мавп не може використовуватися для хапання.

## Поширення
Ігрункові мешкають у тропічних лісах Центральної і Південної Америки. Більшість видів живуть у басейні Амазонки.

## Поведінка
Усі види ведуть денний спосіб життя. Вони живуть на деревах і пересуваються за допомогою стрибків і горизонтального бігання по гілках. Ігрункові живуть невеликими сімейними групами, території яких налічують від 1 до 50 гектарів.

## Живлення
Їжа ігрункових складається головним чином з комах, крім цього вони вживають нектар, м'які фрукти й соки дерев.

## Розмноження
Після вагітності, що триває від 140 до 150 днів, самка двічі на рік народжує від одного до трьох дитинчат. У 80% випадків у приплоді двійня. Науковці виходять з того, що самці легше народити двох невеликих дитинчат, ніж одного великого. У вихованні потомства беруть участь і самці з групи, а також всі інші її члени. Обидві статі, перш за все самці, носять дитинчат на спині. Через від 12 до 18 місяців молоді ігрункові досягають статевої зрілості. Тривалість життя ігрункових може доходити до 16 років.

## Загрози
Найбільшу загрозу для ігрункових становить знищення їхнього життєвого простору внаслідок вирубки тропічних лісів. 11 видів оцінюються МСОП як такі, що перебувають під загрозою зникнення. Найбільш під загрозою зникнення перебувають левові ігрунки.

## Систематика
Родина ігрункових містить наступні роди:
- Рід: Callimico, Miranda Ribeiro, 1912
- Рід: Ігрунка (Callithrix), Erxleben, 1777
- Рід: Mico, Lesson, 1840
- Рід: Cebuella, Gray, 1866
- Рід: Callibella van Roosemalen & van Roosemalen, 2003
- Рід: Leontopithecus Lesson, 1840
- Рід: Saguinus, Hoffmannsegg, 1807